# Brimpsfield
Brimpsfield – wieś w Anglii, w hrabstwie Gloucestershire. Leży 13 km na południowy wschód od miasta Gloucester i 141 km na zachód od Londynu.